# حارة بير شندق (صنعاء)
حارة بير شندق هي إحدى حارات حي حي سبأ الشرقي بمديرية شعوب إحد مديريات العاصمة اليمنية صنعاء، بلغ تعداد سكانها 2441 نسمة حسب تعداد اليمن لعام 2004.